# Junior Eurovision Song Contest 2017
Der 15. Junior Eurovision Song Contest fand am 26. November 2017 in Georgiens Hauptstadt Tiflis statt, nachdem Mariam Mamadaschwili den Junior Eurovision Song Contest 2016 mit ihrem Song Mzeo gewinnen konnte. Es war das erste Mal, dass ein Eurovisions-Event in Georgien stattfand. Außerdem war es zum bisher fünften Mal der Fall, dass der Wettbewerb im Land des Vorjahressiegers stattfand. Sieger wurde Russland mit Polina Bogussewitsch und dem Lied Wings.

## Austragungsort

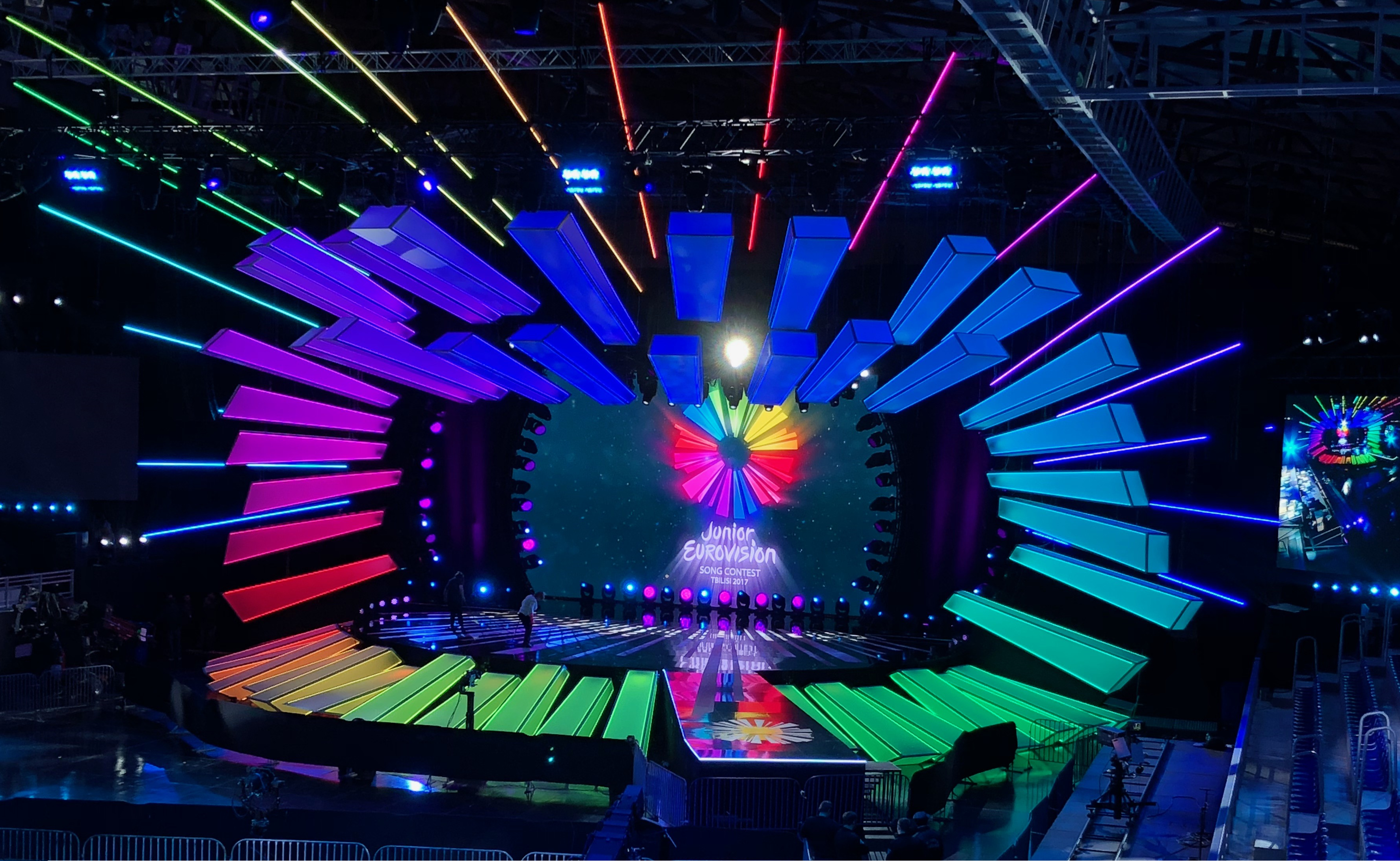
Die Bühne des JESCs 2017

Auf der Pressekonferenz des Siegers gab Jon Ola Sand bekannt, dass man nun um Bewerbungen zur Austragung des nächsten JESCs fragen würde. Wie seit 2013 üblich wird dem Vorjahressieger, in diesem Fall Georgien, als erstes die Austragung des nächsten JESC angeboten. Am 1. Februar 2017 wurde bekanntgegeben, dass Georgien den JESC 2017 austragen wird. Am 9. August 2017 gaben die Organisatoren bekannt, dass man den zuerst ausgewählten Sportpalast Tiflis mit dem Olympia-Palast Tiflis als Austragungsort austausche. Man sagte, dass dieser Ort besser für die Delegationen, Fans und Presse sei.

## Moderation

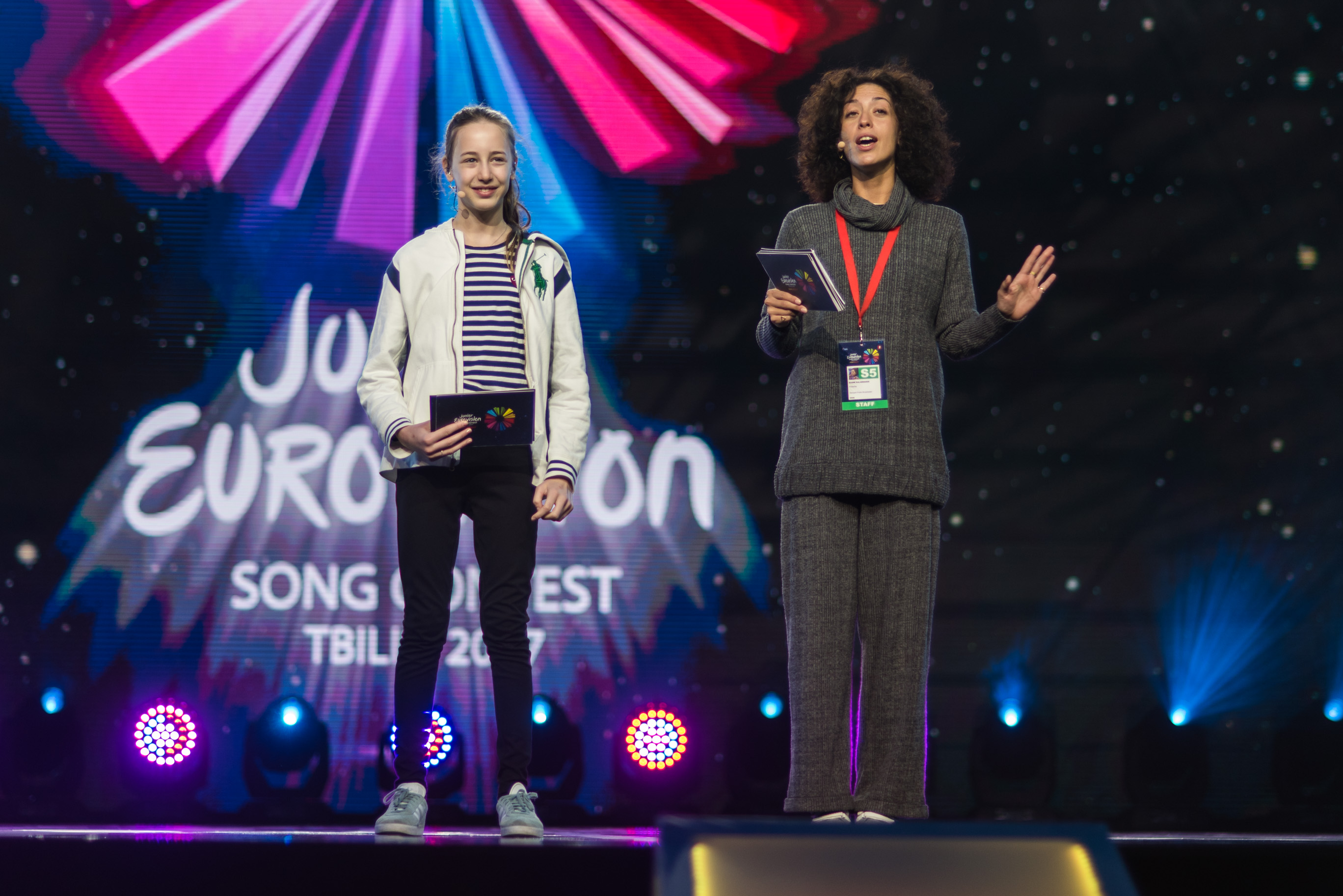
Die zwei Moderatorinnen des JESCs bei den Proben

Moderiert wurde die Sendung von der Sängerin Helen Kalandadse, die 2010 bereits als Background-Sängerin von Sopo Nischaradse am ESC in Oslo teilnahm. Erstmals seit 2006 gab es auch wieder eine minderjährige Co-Moderatorin; die 13-jährige Lizi Pop nahm 2014 am JESC teil und wurde mit dem Titel Happy Day Elfte, erreichte aber mit dem Musikvideo bis dahin die mit Abstand meisten Aufrufe auf dem offiziellen JESC-YouTube-Kanal der EBU.

## Regeländerungen

### Abstimmungsverfahren
Nachdem man 2016 schon das Abstimmungsverfahren änderte, wurde es auch 2017 wieder verändert. Die EBU kündigte damals an, ein Onlinevoting vor der Show zu starten, welches später mit dem Onlinevoting während der Show kombiniert wird. Abstimmungsberechtigt sollte jeder dabei sein, egal ob man aus einem Teilnehmerland abstimme oder nicht. Dies machte 50 % des Endergebnisses aus. Die anderen 50 % kamen von den Länder-Jurys.

### Sprache
Da viele Teilnehmer mehr Englisch in ihren Beiträgen verwenden möchten, wurde der maximal erlaubte Anteil an Englisch in Beiträgen aus Ländern mit anderen Amtssprachen von bisher 25 auf nun 40 % erhöht. Außerdem dürfen von nun an im Backing Track maximal sechs Sänger zu hören sein, der Interpret muss jedoch weiterhin live singen.

## Teilnehmer

Länder, die 2017 teilgenommen haben
Länder, die in der Vergangenheit teilgenommen haben, jedoch nicht 2017

### Länder
Am 9. August 2017 wurde die offizielle und endgültige Teilnehmerliste veröffentlicht. Demnach nahmen insgesamt 16 Länder teil. Portugal kehrte nach 10 Jahren wieder zum JESC zurück. Bulgarien und Israel zogen sich aus dem Wettbewerb zurück. Bulgarien hat erst im August 2017 einen neuen Programmdirektor gewählt, sodass man im September 2017 bekannt gab, dass die Zeit nun zu kurz sei, um noch einen Interpreten sowie ein Lied auszuwählen. Israel nannte für den Rückzug hingegen keine Gründe. Beide nahmen noch im Vorjahr teil.

### Nationale Vorentscheidungen
Mit folgenden Formaten wählten die 16 teilnehmenden Länder ihren jeweiligen Teilnehmer aus:
| Land           | Vorentscheid                              |
| -------------- | ----------------------------------------- |
| Albanien       | Junior Fest 2017                          |
| Armenien       | interne Auswahl                           |
| Australien     | interne Auswahl                           |
| Georgien       | interne Auswahl                           |
| Irland         | Junior Eurovision Eíre 2017               |
| Italien        | interne Auswahl                           |
| Malta          | Malta Junior Eurovision Song Contest 2017 |
| Nordmazedonien | interne Auswahl                           |
| Niederlande    | Junior Songfestival 2017                  |
| Polen          | Koncert Krajowych Eliminacji 2017         |
| Portugal       | Festival da Canção Júnior 2017            |
| Russland       | Jewrowidenije 2017                        |
| Serbien        | Dečja pesma za Evropu                     |
| Ukraine        | Nationaler Vorentscheid                   |
| Belarus        | Eurabatschanne 2017                       |
| Zypern         | interne Auswahl                           |

## Finale
Das Finale fand am 26. November 2017 im Olympia-Palast Tiflis statt. Folgende 16 Teilnehmer traten dort gegeneinander an:
| Platz | Startnr. | Land                 | Interpret                                                                  | Lied Musik (M) und Text (T)                                                                                             | Sprache                  | Übersetzung (Inoffiziell) | Punkte Juryvoting | Punkte Onlinevoting | Punkte Gesamt |
| ----- | -------- | -------------------- | -------------------------------------------------------------------------- | --- | ------------------------ | ------------------------- | ----------------- | ------------------- | ------------- |
| 1.    | 13       | Russland             | Polina Bogussewitsch Полина Богусевич                                      | Wings M/T: Taras Demtschuk                                                                                              | Russisch, Englisch       | Flügel                    | 122               | 66                  | 188           |
| 2.    | 9        | Georgien (Gastgeber) | Grigol Kipshidse გრიგოლ ყიფშიძე                                            | Voice Of The Heart M: Giga Kukhianidse; T: Temo Sajaia                                                                  | Georgisch                | Stimme des Herzens        | 143               | 42                  | 185           |
| 3.    | 15       | Australien           | Isabella Clarke                                                            | Speak Up! M/T: Toby Chew Lee, Cameron Hollywood Nacson, Chloe Papandrea, Jess Porfiri                                   | Englisch                 | Heraus mit der Sprache!   | 93                | 79                  | 172           |
| 4.    | 3        | Niederlande          | Fource                                                                     | Love Me M: Joost Griffioen, Stas Swaczyna; T: Joost Griffioen                                                           | Niederländisch, Englisch | Liebe mich                | 44                | 112                 | 156           |
| 5.    | 5        | Belarus              | Helena Meraai Хелена Мерааі                                                | I Am The One M/T: Rita Dakota, Helena Meraai                                                                            | Russisch                 | Ich bin diejenige         | 80                | 69                  | 149           |
| 6.    | 4        | Armenien             | Mischa Միշա                                                                | Boomerang M: Vahram Petrosjan; T: Vahram Petrosjan, Avet Barseghjan, David Tserunjan                                    | Armenisch, Englisch      | –                         | 92                | 56                  | 148           |
| 7.    | 11       | Ukraine              | Anastassija Bahinska Анастасія Багінська (ukr.) Анастасия Багинска (russ.) | Don't Stop M: Kateryna Komar; T: Kateryna Komar, Anastassija Bahinska                                                   | Ukrainisch, Englisch     | Hör nicht auf             | 80                | 67                  | 147           |
| 8.    | 2        | Polen                | Alicja Rega                                                                | Mój dom M/T: Marek Kościkiewicz                                                                                         | Polnisch                 | Mein Haus                 | 77                | 61                  | 138           |
| 9.    | 12       | Malta                | Gianluca Cilia                                                             | Dawra tond M: Dominic Said; T: Emil Calleja Bayliss                                                                     | Englisch, Maltesisch     | Umdrehen                  | 26                | 81                  | 107           |
| 10.   | 14       | Serbien              | Irina Brodić & Jana Paunović Ирина Бродић и Јана Пауновић                  | Ceo svet je naš (Цео свет је наш) M: Ognjen Cvekić, Lejla Hot, Irina Brodić; T: Lejla Hot, Ognjen Cvekić, Jana Paunović | Serbisch                 | Die ganze Welt gehört uns | 48                | 44                  | 92            |
| 11.   | 16       | Italien              | Maria Iside Fiore                                                          | Scelgo (My Choice) M: Stefano Rigamonti, Marco lardella; T: Stefano Rigamonti, Fabrizio Palaferri, Maria Iside Fiore    | Italienisch, Englisch    | Ich wähle                 | 37                | 49                  | 86            |
| 12.   | 8        | Nordmazedonien       | Mina Blažev Мина Блажев                                                    | Dancing Through Life M/T: Aleksandar Masevski                                                                           | Mazedonisch, Englisch    | Durch das Leben tanzen    | 28                | 41                  | 69            |
| 13.   | 10       | Albanien             | Ana Kodra                                                                  | Don’t Touch My Tree (Mos Ma Prekni Pemën) M: Kristi Popa; T: Jorgo Papingji                                             | Albanisch, Englisch      | Berühre nicht meinen Baum | 32                | 35                  | 67            |
| 14.   | 6        | Portugal             | Mariana Venâncio                                                           | Youtuber M/T: João Cabrita, Mariana Andrade                                                                             | Portugiesisch            | YouTube-Nutzer            | 9                 | 45                  | 54            |
| 15.   | 7        | Irland               | Muireann McDonnell                                                         | Súile glasa M/T: Muireann McDonnell                                                                                     | Irisch                   | Grüne Augen               | 12                | 42                  | 54            |
| 16.   | 1        | Zypern               | Nicole Nicolaou Νικολέ Νικολάου                                            | I Wanna Be A Star M/T: Constantinos Christoforou                                                                        | Griechisch, Englisch     | Ich will ein Star sein    | 5                 | 40                  | 45            |

### Punkteverteilung
In der folgenden Tabelle sind alle 16 Teilnehmer in der Startreihenfolge zeilenweise von oben nach unten sowie spaltenweise von links nach rechts aufgebaut, daneben befinden sich außerdem die Punkte, welche sich aus dem Online-Voting ergaben.
| Land           | Punkte | CY | PL | NL | AM | BY | PT | IE | MK | GE | AL | UA | MT | RU | RS | AU | IT | Online-Voting |
| -------------- | ------ | -- | -- | -- | -- | -- | -- | -- | -- | -- | -- | -- | -- | -- | -- | -- | -- | ------------- |
| Zypern         | 45     | –  | –  | 2  | –  | 1  | –  | –  | 2  | –  | –  | –  | –  | –  | –  | –  | –  | 40            |
| Polen          | 138    | 1  | –  | 10 | 6  | 4  | 5  | 12 | 7  | 2  | 8  | 3  | 6  | 5  | 1  | 6  | 1  | 61            |
| Niederlande    | 156    | 5  | 4  | –  | 10 | 6  | –  | –  | –  | 1  | –  | 4  | –  | 4  | 5  | –  | 5  | 112           |
| Armenien       | 148    | 12 | 10 | –  | –  | 8  | 8  | –  | 2  | 10 | 10 | 10 | 7  | 10 | 2  | 3  | –  | 56            |
| Belarus        | 149    | 6  | 5  | 2  | 7  | –  | 10 | 1  | 5  | 5  | 5  | 2  | 12 | 8  | 4  | 8  | –  | 69            |
| Portugal       | 54     | –  | –  | –  | 2  | –  | –  | –  | –  | 4  | –  | –  | –  | –  | –  | –  | 3  | 45            |
| Irland         | 54     | –  | –  | –  | –  | –  | 3  | –  | –  | –  | 3  | 1  | –  | 1  | –  | –  | 4  | 42            |
| Nordmazedonien | 69     | –  | 1  | 3  | 3  | 1  | 1  | 4  | –  | –  | 6  | –  | 5  | –  | 3  | 1  | –  | 41            |
| Georgien       | 185    | 3  | 12 | 7  | 12 | 12 | 7  | 10 | 10 | –  | 12 | 12 | 10 | 12 | 8  | 10 | 6  | 42            |
| Albanien       | 67     | 8  | –  | –  | –  | –  | –  | 7  | 3  | –  | –  | –  | –  | 2  | –  | 4  | 8  | 35            |
| Ukraine        | 147    | 7  | 6  | 5  | 8  | 5  | 4  | 3  | 6  | 8  | 2  | –  | 4  | 3  | 12 | 7  | –  | 67            |
| Malta          | 107    | –  | –  | 6  | –  | 2  | –  | –  | 1  | –  | –  | –  | –  | –  | –  | 5  | 12 | 81            |
| Russland       | 188    | 10 | 8  | 8  | 4  | 10 | 12 | 5  | 12 | 12 | 7  | 5  | 8  | –  | 7  | 12 | 2  | 66            |
| Serbien        | 92     | –  | 3  | 4  | –  | –  | 2  | 6  | 8  | 3  | 4  | 7  | 2  | –  | –  | 2  | 7  | 44            |
| Australien     | 172    | 2  | 7  | 12 | 5  | 7  | 6  | 8  | 4  | 7  | 1  | 8  | 3  | 7  | 6  | –  | 10 | 66            |
| Italien        | 86     | 4  | –  | 1  | –  | 3  | –  | –  | –  | 6  | –  | 6  | 1  | 6  | 10 | –  | –  | 49            |

### Statistik der Zwölf-Punkte-Vergabe (Jury)

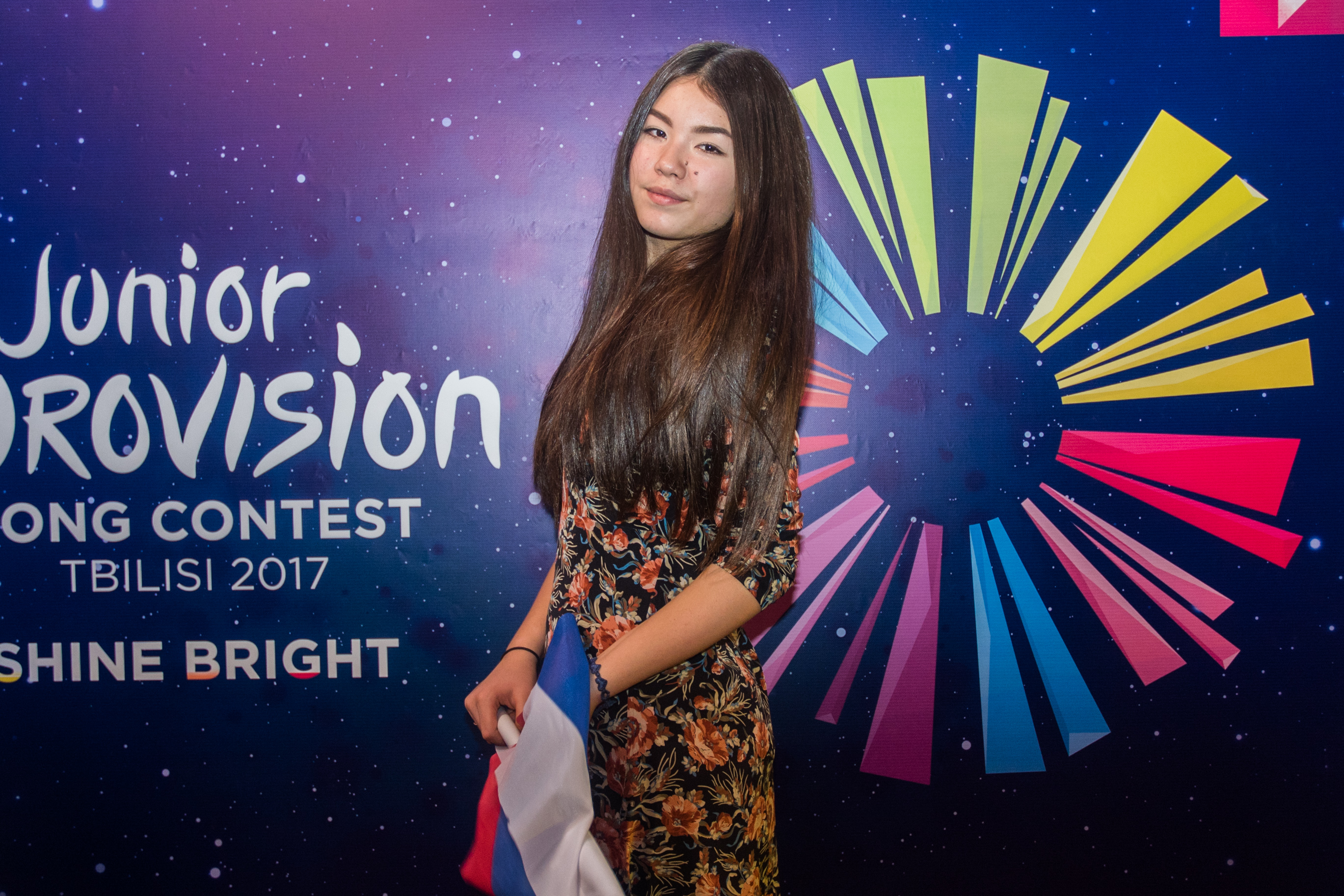
Polina Bogussewitsch, Siegerin des Wettbewerbs

| Anzahl | Land       | erhalten von                                               |
| ------ | ---------- | ---------------------------------------------------------- |
| 6      | Georgien   | Albanien, Armenien, Polen, Russland, Ukraine, Weißrussland |
| 4      | Russland   | Australien, Georgien, Mazedonien, Portugal                 |
| 1      | Armenien   | Zypern                                                     |
| 1      | Australien | Niederlande                                                |
| 1      | Belarus    | Malta                                                      |
| 1      | Malta      | Italien                                                    |
| 1      | Polen      | Irland                                                     |
| 1      | Ukraine    | Serbien                                                    |

## Absagen
Folgende Länder gaben zuvor bekannt, dass sie 2017 nicht teilnehmen werden:
- Belgien: Am 30. Mai 2017 gab VRT bekannt, auch 2017 nicht zurückkehren zu wollen.[28]
- Bulgarien: Am 9. August 2017 veröffentlichte die EBU die volle Teilnehmerliste für den JESC 2017. Bulgarien war hier nicht aufzufinden. Es war zuerst unklar, ob Bulgarien wirklich nicht teilnehmen wird, da der Sender erst im August einen neuen Senderchef gewählt hat. Zuvor hatte man seine Teilnahme beim JESC bestätigt. Am 22. September 2017 gab man dann bekannt, dass man endgültig nicht teilnehmen wird. Der Grund zum Rückzug sei die kurze Zeit, die der Sender nun erst hätte, um einen Interpreten auszuwählen.[29]
- Dänemark: Beide dänische EBU-Mitglieder DR und TV 2 werden 2017 nicht teilnehmen.[30]
- Deutschland: Obwohl der NDR eine Teilnahme in naher Zukunft nicht ausgeschlossen hat, stand Deutschland am Ende nicht auf der Teilnehmerliste.[31]
- Estland: Am 25. Juni 2017 gab ERR bekannt, dass man auch 2017 nicht beim JESC debütieren werde.[32]
- Finnland: Am 26. Mai 2017 gab YLE bekannt, dass man 2017 nicht beim JESC debütieren wird.[33]
- Israel: Am 9. August 2017 veröffentlichte die EBU die volle Teilnehmerliste für den JESC 2017. Israel war hier nicht aufzufinden. Grund für den Ruckzug ist womöglich, dass Israel momentan keinen Sender in der EBU hat, da im Mai der Sender IBA geschlossen wurde. Erst im Dezember wird es sich entscheiden, ob der neue Sender IBC in die EBU aufgenommen wird.[34]
- Island: Am 27. Juni 2017 gab RÚV bekannt, dass man auch 2017 nicht beim JESC debütieren werde.[35]
- Kroatien: Obwohl der Sender HRT Interesse an einer Rückkehr gezeigt hat, stand Kroatien am Ende nicht auf der Teilnehmerliste.[36]
- Lettland: Der lettische Sender LTV wird auch 2017 nicht am JESC teilnehmen.[37]
- Österreich: Am 31. Mai 2017 gab ORF bekannt, dass man weder 2017, noch in den nächsten Jahren beim JESC debütieren wird.[38]
- Schweden: Auch der schwedische Sender SVT hat seine Teilnahme für 2017 abgesagt.[39]
- Schweiz: Der Sender der italienischsprachigen Schweiz RSI hat für 2017 abgesagt, die anderen Sparten des schweizerischen Rundfunks haben bisher nicht teilgenommen.[40]
- Slowakei: Am 6. Juni 2017 gab RTVS bekannt, dass man auch 2017 nicht beim JESC debütieren werde.[41]
- Slowenien: Am 18. Mai 2017 bestätigte RTVSlo, dass der Sender auch 2017 nicht zurückkehren wird.[42]
- Spanien: Am 3. Juli 2017 gab RTVE bekannt, dass man auch 2017 nicht zum JESC zurückkehren werde.[43]
- Ungarn: Am 27. Juli 2017 gab MTVA bekannt, dass man auch 2017 nicht beim JESC debütieren werde. In der Vergangenheit hat man öfters Interesse an einem Debüt gezeigt.[44]
- Vereinigtes Königreich: Der Sender ITV, der 2003–2005 teilnahm, hat für 2017 abgesagt. Die anderen EBU-Mitglieder Großbritanniens haben noch nie ein Interesse am JESC gezeigt.